# Noma Dumezweni
Noma Dumezweni (Mbabane, 28 luglio 1969) è un'attrice sudafricana naturalizzata britannica, attiva in campo teatrale e televisivo.

## Biografia
Nata in eSwatini da genitori sudafricani, Noma Dumezweni ha trascorso l'infanzia tra Botswana, Kenya e Uganda, prima di arrivare nel Regno Unito con la madre e la sorella nel 1977.
Ha lavorato al Royal National Theatre nelle produzioni di President of an Empty Room e The Hour We Knew Nothing Of Each Other e con la Royal Shakespeare Company per Breakfast with Mugabe, Antony and Cleopatra e Much Ado About Nothing. Nel 2006 ha vinto il Laurence Olivier Award alla miglior performance in un ruolo non protagonista per la sua performance in A Raisin in the Sun. Nel 2016 recita in Harry Potter and the Cursed Child nel ruolo di Hermione Granger e per la sua performance vince nuovamente l'Olivier Award alla miglior attrice non protagonista. Nel 2018 torna a recitare in Harry Potter a Broadway e per la sua interpretazione nel ruolo di Hermione ha ricevuto una candidatura al Tony Award alla miglior attrice non protagonista in un'opera teatrale.

## Vita privata
Ha una figlia, Qeiva, nata nel 2007.

## Filmografia

### Cinema
- Piccoli affari sporchi (Dirty Pretty Things), regia di Stephen Frears (2002)
- Il ritorno di Mary Poppins (Mary Poppins Returns), regia di Rob Marshall (2018)
- Il ragazzo che diventerà re (The Kid Who Would Be King), regia di Joe Cornish (2019)
- Il ragazzo che catturò il vento (The Boy Who Harnessed the Wind), regia di Chiwetel Ejiofor (2019)
- La sirenetta (The Little Mermaid), regia di Rob Marshall (2023)
- Retribution, regia di Nimród Antal (2023)
- L'amico fedele, regia di Scott McGehee e David Siegel (2024)

### Televisione
- Holby City – serie TV, 1 episodio (2003)
- Testimoni silenziosi (Silent Witness) – serie TV, 1 episodio (2005)
- Metropolitan Police – serie TV, 1 episodio (2005)
- Shameless – serie TV, 1 episodio (2007)
- New Tricks - Nuove tracce per vecchie volpi (New Tricks) – serie TV, 1 episodio (2007)
- EastEnders – serial TV, 1 puntata (2007)
- The Colour of Magic – miniserie TV, 2 puntate (2008)
- Doctor Who – serie TV, 2 episodi (2008-2009)
- L'ispettore Barnaby (Midsomer Murders) – serie TV, episodio 17x02 (2015)
- Philip K. Dick's Electric Dreams – serie TV, episodio 1x01 (2017)
- Black Heart Rising – miniserie TV, 7 puntate (2018)
- Normal People – miniserie TV, puntata 10 (2020)
- The Undoing - Le verità non dette (The Undoing) – miniserie TV, 4 puntate (2020)
- Made for Love – serie TV, 14 episodi (2021-2022)
- The Watcher – miniserie TV, 6 puntate (2022)
- Presunto innocente (Presumed Innocent) – serie TV, 6 episodi (2024)
- Murderbot – serie TV, 10 episodi (2025)

## Teatro (parziale)
- Macbeth di William Shakespeare, regia di Gregory Doran. Swan Theatre di Stratford-upon-Avon (1999)
- Antonio e Cleopatra di William Shakespeare, regia di Michael Attenborough. Royal Shakespeare Theatre di Stratford-upon-Avon (2000)
- Molto rumore per nulla di William Shakespeare, regia di Gregory Doran. Royal Shakespeare Theatre di Stratford-upon-Avon (2002)
- Il maestro e Margherita da Michail Bulgakov, regia di Steven Pimlott. Chichester Festival Theatre di Chichester (2004)
- Sogno di una notte di mezza estate di William Shakespeare, regia di Gale Edwards. Chichester Festival Theatre di Chichester (2004)
- A Raisin in the Sun di Lorraine Hansberry, regia di David Lan. Young Vic di Londra (2005)
- Sei personaggi in cerca d'autore di Luigi Pirandello, regia di Rupert Goold. Gielgud Theatre di Londra (2008)
- Il racconto d'inverno di William Shakespeare, regia di David Farr. The Roundhouse di Londra (2010)
- Giulio Cesare di William Shakespeare, regia di Lucy Bailey. The Roundhouse di Londra (2011)
- Romeo e Giulietta di William Shakespeare, regia di Rupert Goold. Wade Thompson Drill Hall di New York (2011)
- Enrico V di William Shakespeare, regia di Michael Grandage. Noël Coward Theatre di Londra (2013)
- Peccato che sia una sgualdrina di John Ford, regia di Michael Longhurst. Sam Wanamaker Playhouse di Londra (2014)
- Harry Potter e la maledizione dell'erede di Jack Thorne, regia di John Tiffany. Palace Theatre di Londra (2016)
- Harry Potter e la maledizione dell'erede di Jack Thorne, regia di John Tiffany. Lyric Theatre di Broadway (2018)
- A Doll's House, Part II di Lucas Hnath, regia di James Macdonald. Donmar Warehouse di Londra (2022)

## Doppiatrici italiane
Nelle versioni in italiano delle opere in cui ha recitato, Noma Dumezweni è stata doppiata da:
- Emanuela Baroni in The Undoing - Le verità non dette, The Watcher, La sirenetta, Retribution, Presunto innocente
- Laura Romano ne Il ritorno di Mary Poppins
- Antonella Giannini in Black Heart Rising
- Cristina Giolitti in Made for Love
- Ludovica Modugno in Normal People
- Barbara Castracane in L'amico fedele